# Кануновщина
Кануновщина — деревня в Гдовском районе Псковской области России. Входит в состав городского поселения «Гдов» Гдовского района.
Расположена в 12 км к северу от Гдова.

## Население
Численность населения деревни по оценке на 2000 год составляет 40 жителей.

## История
До 2005 года деревня входила в состав ныне упразднённой Гдовской волости.